# Jochen-Bernd Müller
Jochen-Bernhard Müller (* 23. März 1950; † 1. November 2023) war ein deutscher Fußballspieler.

## Karriere
Müller spielte bei den Amateuren des 1. FC Kaiserslautern. Die Saison 1972/73 wurde die erfolgreichste seiner Karriere. Mit seinem Team wurde er Vizeamateurmeister 1973 an der Seite von Mitspielern wie Lothar Huber und Peter Schwarz. Zudem bestritt er in der Saison 1972/73 zwei Bundesligaspiele für Kaiserslautern. Im UEFA-Cup kam er dreimal zum Einsatz und war beim Achtelfinal-Rückspiel gegen den FC Ararat Eriwan (5:4 n. E.) als Torschütze im Elfmeterschießen erfolgreich.